# Związek syntagmatyczny
Związek syntagmatyczny – jest to związek składniowy pomiędzy dwoma wyrazami. Może, ale nie musi on dotyczyć wyrazów występujących w tekście tuż obok siebie. Taka relacja może występować np. pomiędzy rodzajnikiem a rzeczownikiem, rzeczownikiem a czasownikiem lub przyimkiem a uzupełenieniem. Związek syntagmatyczny można przedstawić w postaci schematu, np. wysokie drzewo i przystojny mężczyzna realizują schemat: 
przymiotnik + rzeczownik 
(przy czym oba te elementy muszą być w tym samym przypadku, liczbie i rodzaju). 
W powyższych przykładach można stwierdzić, że elementy pozostają ze sobą w związku syntagmatycznym, ponieważ: 
- rzeczownik otwiera pozycję dla przymiotnika (przymiotnik opisuje cechy  rzeczownika),

- przymiotnik nie może wystąpić w tekście bez rzeczownika:

W ogrodzie rosło wysokie *(drzewo).
W powyższym przykładzie brak elementu oznaczonego „*(…)” powoduje zdanie nieakceptowalne. 
- Występuje związek rządu (rzeczownik narzuca przymiotnikowi przypadek, liczbę i rodzaj).

Związek syntagmatyczny przeciwstawia się związkowi paradygmatycznemu, czyli relacji pomiędzy elementami, które w tym samym kontekście mogą być wzajemnie zastępowalne. 
Pojęcie zostało wprowadzone do językoznawstwa przez Ferdinanda de Saussure’a.